# Myssholmen (vid Vahterpää, Lovisa)
Myssholmen är en ö i Finland. Den ligger i Finska viken och i kommunen Lovisa i landskapet Nyland, i den södra delen av landet. Ön ligger omkring 85 kilometer öster om Helsingfors.
Öns area är 5,6 hektar och dess största längd är 460 meter i sydöst-nordvästlig riktning.